# مصطفی ملائکه
مصطفی ملائکه (عربی: مصطفى ملائكة؛ زادهٔ ۲۱ مهٔ ۱۹۸۶) یک ورزشکار اهل عربستان سعودی است.
از باشگاه‌هایی که در آن بازی کرده‌است می‌توان به باشگاه فوتبال الاتحاد، باشگاه فوتبال الانصار عربستان سعودی، و باشگاه فوتبال هجر عربستان سعودی اشاره کرد.